# ГЕС Накацугава I
ГЕС Накацугава I (中津川第一発電所) – гідроелектростанція в Японії на острові Хонсю. Знаходячись між ГЕС Кіріаке (20,1 МВт,вище по течії) та ГЕС Накацугава II (22,5 МВт), входить до складу каскаду на річці Накацугава, правій притоці Сінано, яка впадає до Японського моря у місті Ніїґата.
Відпрацьована станцією Кіріаке вода, а також додатковий ресурс, захоплений із Накацугави та її лівої притоки Закко, спрямовується до прокладеної через лівобережний масив дериваційної траси довжиною 18,8 км, основну частину якої становить тунель довжиною 17 км з перетином 3,3х3,3 метра. Незадовго до завершення траси на ній розташоване балансувальне водосховище, створене на висотах лівобережжя Накацугави за допомогою насипної греблі з асфальтовим облицюванням висотою 33 метра та довжиною 380 метрів, яка потребувала 0,33 млн м3 матеріалу. Резервуар має площу поверхні 0,07 км2 та об’єм 560 тис м3.
Після вирівнювального резервуару висотою 33 метра з діаметром 7 метрів по схилу долини спускаються два напірні водоводи довжиною по  0,9 км, котрі подають ресурс до розташованих на березі Накацугави двох машинних залів. Один ввели в дію у 1924 році з трьома турбінами типу Пелтон, котрі сумарно споживають 12,9 м3 води за секунду. Другий запустили в 1971-му лише з однією турбіною типу Френсіс, яка втім пропускає 23,5 м3/сек. Разом чотири гідроагрегати мають потужність у 126 МВт. Під час роботи вони використовують напір у 415 (перша черга) або 410 (друга черга) метрів.
Відпрацьована вода по тунелю довжиною 0,11 км з діаметром 3,5 метра відводиться до водозабірної системи наступної станції каскаду.